# Freire Szilvia
Freire Szilvia (Budapest, 1984. szeptember 23. –) a Miss World Hungary 2008. évi győztese. Ő képviselte Magyarországot a Miss World 2008 szépségversenyen Johannesburgban.

## Élete
Édesanyja magyar, édesapja portugál származású, de Mozambikban született. Szilvia kilencéves koráig kisebb megszakításokkal az afrikai országban élt, ahová rendszeresen visszatér meglátogatni édesapját és két féltestvérét. Azóta Magyarországon, Budapesten él. 
A Budapesti Corvinus Egyetemen végzett közgazdász, valamint a Budapest Média Intézetben kommunikáció-PR szakos hallgató. Angolul, franciául és portugálul beszél.
A Miss World 2008 szépségversenyen, a NEM ADOM FEL Alapítvánnyal való munkájáért, a "Beauty With A Purpose" (elhivatottságot díjazó verseny) döntőjébe választották.